# یوکا میازاکی
یوکا میازاکی (انگلیسی: Miyazaki Yuka؛ زادهٔ ۱۳ اکتبر ۱۹۸۳) بازیکن فوتبال است که در تیم ملی فوتبال زنان ژاپن بازی کرده‌است.